# Pseudingolfiella chilensis
Pseudingolfiella chilensis is een vlokreeftensoort. De wetenschappelijke naam van de soort is voor het eerst geldig gepubliceerd in 1959 door Noodt.